# Tartaronne
La Tartaronne est une  rivière du Sud-Ouest de la France, dans le département de la Lozère, dans l'ancienne région Languedoc-Roussillon donc dans la nouvelle région Occitanie, affluent de la Colagne donc sous-affluent de la Garonne par le Lot.

## Géographie
De 9,9 km de longueur, la Tartaronne prend sa source dans le département de la Lozère commune Estables sous le nom de ruisseau de Pessades et se jette dans la Colagne en rive droite sur la commune de Saint-Amans.

### Départements et communes traversées
- Lozère :  Estables, Saint-Amans.

## Principaux affluents
- Ruisseau de Soubeyrous : 3,6 km